# Římskokatolická farnost Horní Stropnice
Římskokatolická farnost Horní Stropnice je územním společenstvím římských katolíků v rámci vikariátu České Budějovice - venkov českobudějovické diecéze.

## O farnosti

### Historie
Je možné, že kostel ve Stropnici stál už kolem roku 1200. Jisté je datum 1486, kdy byl i s obcí vypálen. Po požáru byla ponechána románská věž, zbytek kostela byl však obnoven v gotickém slohu. Od roku 1286 do roku 1945 měli správu farnosti v rukou vyšebrodští cisterciáci. Až do roku 1801 byl v okolí kostela hřbitov.

### Současnost
Správa farnosti je vedena z kláštera na Nových Hradech. Odtud sem dojíždí kněží sloužit mše svaté.

## Bohoslužby
Každého 13. dne v měsíci (kromě neděle, tehdy 12.) se mše svaté nekonají z důvodu pořádání „Fatimského dne“ v poutním kostele Panny Marie Těšitelky na Dobré Vodě.
| Kostel              | Místo           | Bohoslužba           | Bohoslužba   |
| ------------------- | --------------- | -------------------- | ------------ |
| Kostel sv. Mikuláše | Horní Stropnice | neděle úterý čtvrtek | 10.30 18.00  |
| Kaple v Šejbech     | Šejby           | nepravidelné         | nepravidelné |